# Johann Andreas Christian Löhr
Johann Andreas Christian Löhr, Pseudonyme: J. C. F. Müller, Karl Friedrich Schmidt, Eduard Wild und Philadelphus Alethes, (* 18. Mai 1764 in Halberstadt; † 28. Juni 1823 in Zwenkau) war ein deutscher evangelischer Theologe, Jugend- und pädagogischer Schriftsteller.

## Leben
Löhr, Sohn eines Unteroffiziers, der 1768 als Torschreiber von Halberstadt nach Wernigerode versetzt wurde, besuchte von 1776 bis 1782 das Lyzeum. Danach studierte er Medizin an der Universität Halle. Aufgrund wachsender Kosten wandte er sich dem Theologiestudium zu.
Er wurde Lehrer am Waisenhaus in Halle (Saale) und gab auch Privatunterricht. Als Prediger wirkte er in Delitz am Berge und Dörstewitz, ab 1793 in der Vorstadt Altenburg bei Merseburg und zuletzt als Oberpfarrer in Zwenkau.

## Werk
Löhr verfasste 49 Bücher, darunter zahlreiche für Kinder, und zwei Aufsätze, z. B.:
- Beschreibung der Länder und Völker der Erde, Halle 1808
- Wohlfeiles ABC- und Lesebuch, Leipzig 1811
- Grössere Weltgeschichte, 2 Bände, Leipzig 1811